# Elezioni politiche in Italia del 2022 per collegio uninominale (Camera dei deputati)
Elezioni politiche in Italia del 2022 nei collegi uninominali della Camera dei deputati.

## Candidati
Sono mostrati i candidati collegati a liste la cui denominazione sia compresa nel nome di gruppi parlamentari, o di componenti del gruppo misto, costituiti alla data di convocazione dei comizi elettorali e che si presentino in almeno la metà delle circoscrizioni.

### Circoscrizione Piemonte 1
| Collegio                      | Centro-destra                    | Centro-sinistra             | Movimento 5 Stelle        | Azione - Italia Viva      | Italexit                     |
| ----------------------------- | -------------------------------- | --------------------------- | ------------------------- | ------------------------- | ---------------------------- |
| Collegio                      |                                  |                             |                           |                           |                              |
| 01 - Torino: Circoscrizione 2 | Elena Chiorino (31,17%)          | Riccardo Magi (39,77%)      | Carlotta Tevere (10,61%)  | Massimo Giuntoli (12,51%) | Serena Tagliaferri (1,80%)   |
| 02 - Torino: Circoscrizione 3 | Augusta Montaruli (35,98%)       | Stefano Lepri (35,41%)      | Chiara Appendino (13,84%) | Katja Agate (8,51%)       | Luca Giacomone (2,16%)       |
| 03 - Collegno                 | Elena Maccanti (39,94%)          | Davide Gariglio (31,20%)    | Luca Carabetta (14,59%)   | Paola Barbero (7,92%)     | Luca Cellamare (2,53%)       |
| 04 - Chieri                   | Alessandro Giglio Vigna (47,15%) | Antonella Giordano (27,61%) | Antonino Iaria (10,39%)   | Osvaldo Napoli (8,28%)    | Aldo Querio Gianetto (2,59%) |
| 05 - Moncalieri               | Roberto Pella (42,50%)           | Carmen Bonino (28,22%)      | Antonella Pepe (13,46%)   | Daniela Ruffino (8,27%)   | Marina Pittau (2,78%)        |

### Circoscrizione Piemonte 2
| Collegio         | Centro-destra                          | Centro-sinistra          | Movimento 5 Stelle          | Azione - Italia Viva        | Italexit                 |
| ---------------- | -------------------------------------- | ------------------------ | --------------------------- | --------------------------- | ------------------------ |
| Collegio         |                                        |                          |                             |                             |                          |
| 01 - Alessandria | Riccardo Molinari (52,52%)             | Federico Bodo (24,94%)   | Antonella Scagnetti (9,49%) | Giovanni Barosini (7,45%)   | Alberto Costanzo (2,72%) |
| 02 - Novara      | Alberto Gusmeroli (52,66%)             | Milù Allegra (25,38%)    | Mario Iacopino (8,51%)      | Vittorio Barazzotto (8,54%) | Eleonora Chiodo (2,26%)  |
| 03 - Vercelli    | Andrea Delmastro Delle Vedove (53,85%) | Maria Moccia (23,80%)    | Giuseppe Paschetto (7,71%)  | Teresa Barresi (8,68%)      | Danilo Ramirez (3,15%)   |
| 04 - Asti        | Marcello Coppo (53,08%)                | Andrea Ghignone (24,55%) | Massimo Cerruti (8,31%)     | Barbara Baino (8,78%)       | Elena Bobbio (2,62%)     |
| 05 - Cuneo       | Monica Ciaburro (53,39%)               | Luca Pione (24,96%)      | Rosina Serratore (6,46%)    | Enrico Costa (9,81%)        | Paolo Radosta (2,51%)    |

### Circoscrizione Valle d'Aosta
| Collegio   | Centro-destra                 | Vallée d'Aoste (PD-IDP-UV-AV-VdAU-SA-Az-IV) | Valle d'Aosta Aperta (M5S-AD-GA-ADU-SI) | La Renaissance Valdôtaine   |
| ---------- | ----------------------------- | ------------------------------------------- | --------------------------------------- | --------------------------- |
| Collegio   |                               |                                             |                                         |                             |
| 01 - Aosta | Emily Marinella Rini (29,80%) | Franco Manes (38,63%)                       | Erika Guichardaz (10,87%)               | Giovanni Girardini (11,90%) |

### Circoscrizione Lombardia 1
| Collegio                                     | Centro-destra               | Centro-sinistra                 | Movimento 5 Stelle           | Azione - Italia Viva           | Italexit                        |
| -------------------------------------------- | --------------------------- | ------------------------------- | ---------------------------- | ------------------------------ | ------------------------------- |
| Collegio                                     |                             |                                 |                              |                                |                                 |
| 01 - Monza                                   | Paola Frassinetti (46,46%)  | Giovanna Amodio (29,22%)        | Daniela Gobbo (7,99%)        | Maria Sole Mascia (11,64%)     | Daniela Maria Brambilla (1,86%) |
| 02 - Seregno                                 | Andrea Crippa (54,08%)      | Jenny Arienti (23,75%)          | Sara Montrasio (8,23%)       | Antonino Foti (9,21%)          | Marco Pipino (2,02%)            |
| 03 - Cologno Monzese                         | Lucrezia Mantovani (43,82%) | Paolo Romano (30,26%)           | Elena Calogero (10,10%)      | Livia Achilli (10,59%)         | Olga Pellegrino (1,89%)         |
| 04 - Rozzano                                 | Riccardo De Corato (48,68%) | Ilaria Ramoni (26,71%)          | Stefania Mammì (10,37%)      | Margherita Mazzuoccolo (9,12%) | Alberto Gazzola Muti (2,00%)    |
| 05 - Legnano                                 | Laura Ravetto (50,90%)      | Sara Bettinelli (26,96%)        | Riccardo Olgiati (8,62%)     | Andrea Sfrondini (8,81%)       | Alessandra Roggia (1,80%)       |
| 06 - Sesto San Giovanni                      | Marco Osnato (43,68%)       | Matteo Mangili (30,86%)         | Daniele Tromboni (10,95%)    | Emanuele De Carolis (9,30%)    | Adalberto Motta (1,96%)         |
| 07 - Milano: NIL 20 - Loreto                 | Andrea Mandelli (35,38%)    | Bruno Tabacci (38,44%)          | Denis Nunga Lodi (9,33%)     | Filippo Campiotti (11,47%)     | Francesca Gentile (1,72%)       |
| 08 - Milano: NIL 52 - Bande Nere             | Cristina Rossello (37,01%)  | Gianfranco Librandi (36,26%)    | Simona Bertogliatti (9,30%)  | Francesco Ascioti (12,03%)     | Filippo Deidda (1,78%)          |
| 09 - Milano: NIL 21 - Buenos Aires - Venezia | Giulio Tremonti (30,37%)    | Benedetto Della Vedova (37,85%) | Pierluigi Riccitelli (5,02%) | Giulia Pastorella (23,05%)     | Andrea Stramezzi (1,19%)        |

### Circoscrizione Lombardia 2
| Collegio           | Centro-destra                | Centro-sinistra                 | Movimento 5 Stelle          | Azione - Italia Viva         | Italexit                    |
| ------------------ | ---------------------------- | ------------------------------- | --------------------------- | ---------------------------- | --------------------------- |
| Collegio           |                              |                                 |                             |                              |                             |
| 01 - Varese        | Andrea Pellicini (53,96%)    | Matteo Capriolo (23,63%)        | Antonio Ferrara (7,35%)     | Guido Bonoldi (9,69%)        | Orietta Chiaravalli (2,26%) |
| 02 - Busto Arsizio | Stefano Candiani (53,44%)    | Federica Gasbarro (23,49%)      | Vittorio Salvo (7,85%)      | Luigi Farioli (10,22%)       | Tiziano Fracchia (2,15%)    |
| 03 - Como          | Nicola Molteni (53,64%)      | Luca Monti (23,74%)             | Giovanni Currò (6,92%)      | Anna Veronelli (10,74%)      | Carla Clerici (1,99%)       |
| 04 - Sondrio       | Giancarlo Giorgetti (61,85%) | Valeria Caterina Duico (19,79%) | Luca Sangalli (4,88%)       | Alessandro Bartolini (8,55%) | Francesca Losi (1,78%)      |
| 05 - Lecco         | Maurizio Lupi (54,80%)       | Laura Bartesaghi (24,28%)       | Giovanni Galimberti (5,68%) | Stefano Motta (10,33%)       | Emanuele Greco (1,82%)      |

### Circoscrizione Lombardia 3
| Collegio                 | Centro-destra                 | Centro-sinistra               | Movimento 5 Stelle         | Azione - Italia Viva      | Italexit                  |
| ------------------------ | ----------------------------- | ----------------------------- | -------------------------- | ------------------------- | ------------------------- |
| Collegio                 |                               |                               |                            |                           |                           |
| 01 - Treviglio           | Alessandro Sorte (59,71%)     | Gabriele Giudici (21,38%)     | Concetta Torrisi (5,93%)   | Fabio Paganini (8,28%)    | Gianpaolo Catania (1,68%) |
| 02 - Bergamo             | Rebecca Frassini (52,97%)     | Valentina Ceruti (25,58%)     | Jacopo Gnocchi (4,95%)     | Niccolò Carretta (11,46%) | Consuelo Locati (1,64%)   |
| 03 - Lumezzane           | Simona Bordonali (61,76%)     | Pierluigi Mottinelli (20,21%) | Amedeo Paccagnella (5,04%) | Massimo Ottelli (8,45%)   | Germano Pezzoni (1,70%)   |
| 04 - Brescia             | Maurizio Casasco (48,89%)     | Roberto Rossini (28,43%)      | Samuel Sorial (6,74%)      | Guido Galperti (11,14%)   | Marcello Orizio (1,61%)   |
| 05 - Desenzano del Garda | Giangiacomo Calovini (60,44%) | Donatella Albini (19,97%)     | Teresa Tamborino (6,37%)   | Monica Lippa (8,60%)      | Maria Fazio (1,79%)       |

### Circoscrizione Lombardia 4
| Collegio     | Centro-destra                | Centro-sinistra                     | Movimento 5 Stelle           | Azione - Italia Viva            | Italexit                  |
| ------------ | ---------------------------- | ----------------------------------- | ---------------------------- | ------------------------------- | ------------------------- |
| Collegio     |                              |                                     |                              |                                 |                           |
| 01 - Pavia   | Alessandro Cattaneo (54,79%) | Emanuele Corsico Piccolini (23,94%) | Alberto Valenti (7,45%)      | Pier Achille Lanfranchi (8,46%) | Giuseppe Ravalli (2,06%)  |
| 02 - Lodi    | Fabio Raimondo (53,95%)      | Paolo Costanzo (25,12%)             | Valentina Barzotti (8,45%)   | Bianca Baruelli (7,84%)         | Cristiano Schiavi (1,95%) |
| 03 - Cremona | Silvana Comaroli (55,90%)    | Giorgio Pagliari (24,88%)           | Paola Tacchini (6,57%)       | Gabriel Fomiatti (7,58%)        | Paola Trombini (2,01%)    |
| 04 - Mantova | Andrea Dara (50,42%)         | Paolo Galeotti (27,32%)             | Giovanni Cappellazzi (8,02%) | Gianmarco Carra (8,28%)         | Domenico Ossino (2,15%)   |

### Circoscrizione Trentino-Alto Adige
| Collegio        | Centro-destra               | Centro-sinistra        | Movimento 5 Stelle          | Azione - Italia Viva    | Italexit                   | PATT/SVP                   |
| --------------- | --------------------------- | ---------------------- | --------------------------- | ----------------------- | -------------------------- | -------------------------- |
| Collegio        |                             |                        |                             |                         |                            |                            |
| 01 - Trento     | Andrea De Bertoldi (40,92%) | Sara Ferrari (31,80%)  | Rudy Tranquillini (5,69%)   | Roberto Sani (8,96%)    | Martina Battan (2,15%)     | Lorenzo Ossanna (5,83%)    |
| 02 - Rovereto   | Vanessa Cattoi (42,59%)     | Michela Calzà (29,27%) | Maurizio Dal Bianco (6,37%) | Alessia Tarolli (8,04%) | Maurizio Bisoffi (2,43%)   | Elena Albertini (5,86%)    |
| 03 - Bolzano    | Sabrina Adami (25,08%)      | Elide Mussner (22,44%) | Angelo Rizzo (5,17%)        | Mauro Randi (4,66%)     | Hannes Schick (1,49%)      | Manfred Schullian (32,94%) |
| 04 - Bressanone | Paola Binetti (10,40%)      | Franz Ploner (19,64%)  | Davide Barbieri (2,18%)     | Ennio Chiodi (1,29%)    | Ilaria Battistetti (0,54%) | Renate Gebhard (57,41%)    |

### Circoscrizione Veneto 1
| Collegio                 | Centro-destra              | Centro-sinistra               | Movimento 5 Stelle        | Azione - Italia Viva    | Italexit                 |
| ------------------------ | -------------------------- | ----------------------------- | ------------------------- | ----------------------- | ------------------------ |
| Collegio                 |                            |                               |                           |                         |                          |
| 01 - Venezia             | Martina Semenzato (50,03%) | Maria Teresa Menotto (28,13%) | Marco Lazzarini (7,42%)   | Alberto Baban (7,86%)   | Bruno Milliaccio (2,26%) |
| 02 - Chioggia            | Giorgia Andreuzza (53,49%) | Francesca Bressanin (24,99%)  | Alessandro Ferro (7,21%)  | Federico Resler (7,56%) | Lorenza Citeroni (2,51%) |
| 03 - Treviso             | Carlo Nordio (56,24%)      | Cristina Guarda (22,74%)      | Cristina Manes (5,62%)    | Alessandra Nava (9,25%) | Mauro Scaggiante (2,06%) |
| 04 - Castelfranco Veneto | Dimitri Coin (62,55%)      | Giovanni Zorzi (18,11%)       | Maurizio Mestriner (4,4%) | Nadine Tabacchi (7,67%) | Monica Morando (2,46%)   |
| 05 - Belluno             | Ingrid Bisa (54,98%)       | Maria Teresa Cassol (24,3%)   | Elena Quaranta (4,81%)    | Marco Griguolo (7,97%)  | Daniele Trabucco (3,1%)  |

### Circoscrizione Veneto 2
| Collegio                   | Centro-destra                   | Centro-sinistra                 | Movimento 5 Stelle           | Azione - Italia Viva              | Italexit                    |
| -------------------------- | ------------------------------- | ------------------------------- | ---------------------------- | --------------------------------- | --------------------------- |
| Collegio                   |                                 |                                 |                              |                                   |                             |
| 01 - Rovigo                | Alberto Stefani (60,56%)        | Alberto Lucchin (20,76%)        | Elena Suman (6,28%)          | Giacomo Bovolenta (6,64%)         | Marco Piccoli (2,46%)       |
| 02 - Selvazzano Dentro     | Massimo Bitonci (59,14%)        | Katia Maccarone (20,92%)        | Rosa Valentino (5,22%)       | Maria Antonietta Auditore (8,06%) | Lina Manuali (2,52%)        |
| 03 - Padova                | Elisabetta Gardini (47,63%)     | Gianpiero Dalla Zuanna (29,48%) | Giacomo Cusumano (6,42%)     | Carlo Pasqualetto (10,27%)        | Simone Colucci (2,25%)      |
| 04 - Bassano del Grappa    | Silvio Giovine (57,43%)         | Giulia Andrian (22,01%)         | Gedorem Andreatta (4,76%)    | Marica Dalla Valle (8,47%)        | Ilaria Brunelli (2,95%)     |
| 05 - Vicenza               | Maria Cristina Caretta (56,27%) | Diego Zaffari (22,26%)          | Sonia Perenzoni (5,67%)      | Stefano Zausa (9,34%)             | Boris Negrello (2,44%)      |
| 06 - Verona                | Lorenzo Fontana (53,6%)         | Annalisa Nalin (24,73%)         | Francesco Vaccaro (6,04%)    | Maria Francesca Salzani (9,7%)    | Maristella Padovani (2,34%) |
| 07 - Villafranca di Verona | Ciro Maschio (64,42%)           | Federica Foglia (16,97%)        | Antonietta Benedetti (5,56%) | Davide Bendinelli (7,33%)         | Simone Brizzi (2,61%)       |

### Circoscrizione Friuli-Venezia Giulia
| Collegio       | Centro-destra                  | Centro-sinistra          | Movimento 5 Stelle        | Azione - Italia Viva         | Italexit             |
| -------------- | ------------------------------ | ------------------------ | ------------------------- | ---------------------------- | -------------------- |
| Collegio       |                                |                          |                           |                              |                      |
| 01 - Pordenone | Vannia Gava (55,01%)           | Gloria Favret (22,13%)   | Luca Sut (6,28%)          | Teresa Tassan Viol (9,2%)    | Ester Dilda (2,92%)  |
| 02 - Udine     | Walter Rizzetto (51,55%)       | Manuela Celotti (24,91%) | Cesidio Antidormi (6,35%) | Sandra Maria Telesca (9,16%) | Ketty Rodela (3,06%) |
| 03 - Trieste   | Massimiliano Panizzut (42,26%) | Caterina Conti (30,65%)  | Adriana Panzera (9,31%)   | Daniela Rossetti (7,63%)     | Franco Zonta (3,69%) |

### Circoscrizione Liguria
| Collegio                              | Centro-destra             | Centro-sinistra             | Movimento 5 Stelle        | Azione - Italia Viva     | Italexit                 |
| ------------------------------------- | ------------------------- | --------------------------- | ------------------------- | ------------------------ | ------------------------ |
| Collegio                              |                           |                             |                           |                          |                          |
| 01 - Savona                           | Edoardo Rixi (50,16%)     | Marina Lombardi (25,04%)    | Giovanni Spalla (10,67%)  | Desirée Negri (6,8%)     | Silvia Arcari (3,03%)    |
| 02 - Genova: Municipio VII - Ponente  | Ilaria Cavo (37,49%)      | Katia Piccardo (34,3%)      | Roberto Traversi (15,33%) | Mauro Avvenente (6,16%)  | Fabio Montorro (2,48%)   |
| 03 - Genova: Municipio I - Centro Est | Sandro Biasotti (35,42%)  | Luca Pastorino (36,04%)     | Maria Tini (13,29%)       | Davide Falteri (8,79%)   | Marco Martini (2,25%)    |
| 04 - La Spezia                        | Roberto Bagnasco (44,49%) | Daniele Montebello (28,67%) | Federica Giorgi (12,26%)  | Silvia Garibaldi (7,39%) | Raffaella Spezia (2,64%) |

### Circoscrizione Emilia-Romagna
| Collegio           | Centro-destra                 | Centro-sinistra              | Movimento 5 Stelle         | Azione - Italia Viva        | Italexit                        |
| ------------------ | ----------------------------- | ---------------------------- | -------------------------- | --------------------------- | ------------------------------- |
| Collegio           |                               |                              |                            |                             |                                 |
| 01 - Piacenza      | Tommaso Foti (52,5%)          | Beatrice Ghetti (25,68%)     | Carmine De Falco (8,24%)   | Sabrina De Canio (7,64%)    | Cinzia Cicognini (1,87%)        |
| 02 - Parma         | Laura Cavandoli (43,0%)       | Michele Vanolli (31,54%)     | Davide Zanichelli (10,09%) | Matteo Ferroni (9,35%)      | Sandra Marchignoli (1,7%)       |
| 03 - Reggio Emilia | Roberta Rigon (33,66%)        | Ilenia Malavasi (39,6%)      | Daniele Piccoli (11,4%)    | Maura Manghi (8,77%)        | Ermanno Sezzi (1,8%)            |
| 04 - Modena        | Daniela Dondi (37,4%)         | Aboubakar Soumahoro (36,01%) | Stefania Ascari (11,05%)   | Claudia Cicolani (9,66%)    | Maria Gandini (1,7%)            |
| 05 - Imola         | Benedetta Fiorini (35,79%)    | Angelo Bonelli (38,3%)       | Lorenza D'Amato (10,29%)   | Mara Mucci (8,69%)          | Stefania Chiappe (1,84%)        |
| 06 - Bologna       | Dalila Ansalone (26,51%)      | Virginio Merola (45,48%)     | Marzia Calzoni (9,93%)     | Naike Gruppioni (10,78%)    | Fabio Fabbri (1,27%)            |
| 07 - Carpi         | Giuseppe Galati (36,98%)      | Andrea De Maria (37,8%)      | Mattia Veronesi (10,54%)   | Giampiero Veronesi (8,06%)  | Stefano Chiesi Mazzanti (1,94%) |
| 08 - Ravenna       | Alice Buonguerrieri (37,32%)  | Ouidad Bakkali (37,3%)       | Marta Rossi (9,45%)        | Chiara Francesconi (8,72%)  | Piero Mongelli (2,33%)          |
| 09 - Ferrara       | Mauro Malaguti (47,7%)        | Paola Boldrini (30,43%)      | Andrea Zerbini (8,52%)     | Francesco Badia (7,07%)     | Caterina Barboni (2,08%)        |
| 10 - Forlì         | Gloria Saccani Jotti (40,37%) | Massimo Bulbi (34,47%)       | Paolo Pasini (9,26%)       | Luca Ferrini (8,73%)        | Daniele Valentini (2,48%)       |
| 11 - Rimini        | Jacopo Morrone (42,95%)       | Andrea Gnassi (34,8%)        | Mariano Gennari (8,98%)    | Alessandro Petrillo (5,64%) | Giammaria Zanzini (2,5%)        |

### Circoscrizione Toscana
| Collegio       | Centro-destra             | Centro-sinistra             | Movimento 5 Stelle              | Azione - Italia Viva         | Italexit                    |
| -------------- | ------------------------- | --------------------------- | ------------------------------- | ---------------------------- | --------------------------- |
| Collegio       |                           |                             |                                 |                              |                             |
| 01 - Grosseto  | Fabrizio Rossi (40,7%)    | Enrico Rossi (33,89%)       | Luca Giacomelli (10,73%)        | Stefano Scaramelli (9,13%)   | Federico Celentano (1,87%)  |
| 02 - Massa     | Elisa Montemagni (44,86%) | Martina Nardi (27,78%)      | Elda Baldi (12,04%)             | Cosimo Ferri (8,59%)         | Paolo Zorzato (1,86%)       |
| 03 - Lucca     | Riccardo Zucconi (46,82%) | Serena Mammini (27,86%)     | Marco Cresci (10,18%)           | Marco Remaschi (9,13%)       | Alessandro Balduini (2,01%) |
| 04 - Pisa      | Edoardo Ziello (40,06%)   | Stefano Ceccanti (34,9%)    | Claudio Loconsole (11,7%)       | Michele Passerelli (7,31%)   | Manuela Terranova (1,59%)   |
| 05 - Livorno   | Chiara Tenerini (35,9%)   | Andrea Romano (33,81%)      | Stella Sorgente (14,9%)         | Alessandro Cosimi (6,73%)    | Costanza Vaccaro (2,28%)    |
| 06 - Prato     | Erica Mazzetti (40,2%)    | Tommaso Nannicini (33,59%)  | Chiara Bartalini (10,61%)       | Edoardo Fanucci (9,84%)      | Nicola Casini (1,55%)       |
| 07 - Firenze   | Angela Sirello (26,88%)   | Federico Gianassi (42,6%)   | Andrea Quartini (10,02%)        | Lucia Annibali (13,76%)      | Vera Balsimelli (1,49%)     |
| 08 - Scandicci | Chiara Mazzei (31,09%)    | Emiliano Fossi (41,0%)      | Maria Letizia Magnelli (10,98%) | Gabriele Toccafondi (10,71%) | Daniele Falciai (1,63%)     |
| 09 - Arezzo    | Tiziana Nisini (42,9%)    | Vincenzo Ceccarelli (33,2%) | Tommaso Pierazzi (10,24%)       | Lucia Chierici (8,88%)       | Sandra Picchi (1,35%)       |

### Circoscrizione Umbria
| Collegio     | Centro-destra            | Centro-sinistra               | Movimento 5 Stelle          | Azione - Italia Viva      | Italexit             |
| ------------ | ------------------------ | ----------------------------- | --------------------------- | ------------------------- | -------------------- |
| Collegio     |                          |                               |                             |                           |                      |
| 01 - Terni   | Raffaele Nevi (46,98%)   | Francesco De Rebotti (26,26%) | Ilaria Gabrielli (12,79%)   | Franco Barbabella (7,37%) | Andrea Bindocci (2%) |
| 02 - Perugia | Virginio Caparvi (44,7%) | Stefano Vinti (27,5%)         | Alessandra Ruffini (12,54%) | Carla Casciari (8,93%)    | Maela Peraio (1,62%) |

### Circoscrizione Marche
| Collegio           | Centro-destra                     | Centro-sinistra                | Movimento 5 Stelle          | Azione - Italia Viva        | Italexit                  |
| ------------------ | --------------------------------- | ------------------------------ | --------------------------- | --------------------------- | ------------------------- |
| Collegio           |                                   |                                |                             |                             |                           |
| 01 - Ascoli Piceno | Francesco Battistoni (47,7%)      | Meri Marziali (23,3%)          | Giorgio Fede (15,9%)        | Maria Stella Origlia (6,6%) | Guido Olivieri (2,6%)     |
| 02 - Macerata      | Giorgia Latini (49,1%)            | Fulvio Esposito (23,3%)        | Mirella Emiliozzi (12,5%)   | Mariano Calamita (7,5%)     | Katjuscia Delmonte (2,8%) |
| 03 - Ancona        | Stefano Benvenuti Gostoli (38,7%) | Antonio Mastrovincenzo (31,5%) | Gabriele Santarelli (13,9%) | Francesca Cantarini (7,9%)  | Massimo Gianangeli (2,6%) |
| 04 - Pesaro        | Mirco Carloni (44,2%)             | Giordano Masini (28,0%)        | Rossella Accoto (12,8%)     | Federico Talè (7,6%)        | Stefano Puzzer (2,5%)     |

### Circoscrizione Lazio 1
| Collegio                 | Centro-destra                   | Centro-sinistra             | Movimento 5 Stelle        | Azione - Italia Viva        | Italexit                   |
| ------------------------ | ------------------------------- | --------------------------- | ------------------------- | --------------------------- | -------------------------- |
| Collegio                 |                                 |                             |                           |                             |                            |
| 01 - Roma: Municipio I   | Maria Spena (30,8%)             | Paolo Ciani (38,5%)         | Livio De Santoli (9,0%)   | Elena Bonetti (16,8%)       | Giovanni Frajese (1,1%)    |
| 02 - Roma: Municipio III | Simonetta Matone (35,9%)        | Enzo Foschi (33,7%)         | Manuel Tuzi (15,2%)       | Fabio Dionisi (9,7%)        | Giorgia Venerandi (1,4%)   |
| 03 - Roma: Municipio V   | Fabio Rampelli (43,1%)          | Rossella Muroni (26,9%)     | Angela Salafia (18,0%)    | Marta Maziali (6,0%)        | Luca Raimondi (1,6%)       |
| 04 - Roma: Municipio VII | Maria Teresa Bellucci (34,7%)   | Roberto Morassut (35,1%)    | Francesca Flati (14,9%)   | Luca Di Egidio (9,9%)       | Alessandra Cotta (1,4%)    |
| 05 - Roma: Municipio X   | Alessandro Battilocchio (39,8%) | Patrizia Prestipino (28,2%) | Marco Bella (16,9%)       | Pietro Madonia (9,4%)       | Anita Ciervo (1,6%)        |
| 06 - Roma: Municipio XI  | Luciano Ciocchetti (38,5%)      | Claudio Mancini (32,2%)     | Emanuele Ceccato (14,4%)  | Francesca Severi (9,4%)     | Andrea Perillo (1,6%)      |
| 07 - Roma: Municipio XIV | Federico Freni (42,0%)          | Carlo Romano (29,0%)        | Carola Penna (12,5%)      | Valentina Grippo (12,0%)    | Carlotta Chiaraluce (1,4%) |
| 08 - Velletri            | Antonio Tajani (48,94%)         | Lina Giannino (23,01%)      | Sante Narcisi (15,96%)    | Roberto Mastrosanti (6,58%) | Valerio Scalia (2,03%)     |
| 09 - Guidonia Montecelio | Alessandro Palombi (50,7%)      | Marco Vincenzi (23,4%)      | Viviana Carbonara (16,0%) | Fabio Marino (5,0%)         | Gianni Golia (1,7%)        |

### Circoscrizione Lazio 2
| Collegio       | Centro-destra               | Centro-sinistra                | Movimento 5 Stelle        | Azione - Italia Viva        | Italexit                   |
| -------------- | --------------------------- | ------------------------------ | ------------------------- | --------------------------- | -------------------------- |
| Collegio       |                             |                                |                           |                             |                            |
| 01 - Viterbo   | Mauro Rotelli (52,8%)       | Linda Ferretti (21,3%)         | Rosita Cicoria (14,04%)   | Luisa Ciambella (6,21%)     | Stefania Ranieri (2,31%)   |
| 02 - Rieti     | Paolo Trancassini (50,99%)  | Alessandra Clementini (23,06%) | Roberto Casanica (14,27%) | Vincenzo Marcorelli (6,15%) | Alessio Catoni (2,02%)     |
| 03 - Latina    | Chiara Colosimo (54,51%)    | Tommaso Malandruccolo (19,58%) | Gianluca Bono (15,64%)    | Tiziano Lauri (6,16%)       | Giuseppe Barbaro (1,77%)   |
| 04 - Frosinone | Massimo Ruspandini (54,54%) | Andrea Turriziani (18,74%)     | Ilaria Fontana (16,61%)   | Stefano Carducci (6,47%)    | Damiana Fiammenghi (1,54%) |
| 05 - Terracina | Nicola Ottaviani (54%)      | Rita Visini (18,11%)           | Anna Mattiello (17,53%)   | Elisa Venturo (6,16%)       | Cosmo Mammoletta (1,74%)   |

### Circoscrizione Abruzzo
| Collegio      | Centro-destra           | Centro-sinistra             | Movimento 5 Stelle        | Azione - Italia Viva    | Italexit                   |
| ------------- | ----------------------- | --------------------------- | ------------------------- | ----------------------- | -------------------------- |
| Collegio      |                         |                             |                           |                         |                            |
| 01 - Chieti   | Alberto Bagnai (45,9%)  | Elisabetta Merlino (22,11%) | Carmela Grippa (22,40%)   | Gaetano Fuiano (6,08%)  | Gianni Correggiari (1,98%) |
| 02 - Pescara  | Guerino Testa (45,9%)   | Luciano Di Lorito (22,64%)  | Daniele Caruso (18,8%)    | Roberto Quercia (6,58%) | Giustino D'Uva (1,96%)     |
| 03 - L'Aquila | Giorgia Meloni (51,49%) | Rita Innocenzi (20,94%)     | Attilio D'Andrea (16,27%) | Emanuela Pistoia (6,1%) | Arianna Salvatore (1,57%)  |

### Circoscrizione Molise
| Collegio        | Centro-destra        | Centro-sinistra              | Movimento 5 Stelle        | Azione - Italia Viva     |
| --------------- | -------------------- | ---------------------------- | ------------------------- | ------------------------ |
| Collegio        |                      |                              |                           |                          |
| 01 - Campobasso | Lorenzo Cesa (42,9%) | Alessandra Salvatore (23,4%) | Riccardo Di Palma (24,3%) | Donato D'Ambrosio (4,8%) |

### Circoscrizione Campania 1
| Collegio                                       | Centro-destra                      | Centro-sinistra               | Movimento 5 Stelle        | Azione - Italia Viva          | Italexit                     |
| ---------------------------------------------- | ---------------------------------- | ----------------------------- | ------------------------- | ----------------------------- | ---------------------------- |
| Collegio                                       |                                    |                               |                           |                               |                              |
| 01 - Giugliano in Campania                     | Domenico Brescia (30,29%)          | Fiorella Zabatta (18,91%)     | Antonio Caso (42,58%)     | Vincenzo Daniele (3,96%)      | Simona Boccuti (1,26%)       |
| 02 - Napoli: Quartiere 19 - Fuorigrotta        | Mariarosaria Rossi (22,52%)        | Luigi Di Maio (24,41%)        | Sergio Costa (39,72%)     | Mara Carfagna (7,1%)          | Francesco Amodeo (1,26%)     |
| 03 - Napoli: Quartiere 7 - San Carlo all'Arena | Giuseppe Pecoraro (20,24%)         | Fabrizio Ferrandelli (23,94%) | Dario Carotenuto (45,49%) | Caterina Cernicchiaro (4,79%) | Pierpaolo Fontana (1,18%)    |
| 04 - Casoria                                   | Monica Maisto (25,45%)             | Vincenzo Spadafora (19,12%)   | Pasqualino Penza (47,2%)  | Marianna Riccardi (4,16%)     | Consiglia Migliaccio (0,92%) |
| 05 - Acerra                                    | Maria Concetta Donnarumma (23,56%) | Paolo Siani (23,61%)          | Carmela Auriemma (43,69%) | Vincenzo Romano (5,2%)        | Giuseppina Abate (0,99%)     |
| 06 - Somma Vesuviana                           | Marta Schifone (33,7%)             | Enzo Peluso (19,89%)          | Carmen Di Lauro (34,78%)  | Pina Piedipalumbo (6,41%)     | Sergio Delle Donne (1%)      |
| 07 - Torre del Greco                           | Annarita Patriarca (33,99%)        | Sandro Ruotolo (21,79%)       | Gaetano Amato (34,26%)    | Bianca Maria Balzano (6,29%)  | Stefania Aversa (1,01%)      |

### Circoscrizione Campania 2
| Collegio       | Centro-destra                      | Centro-sinistra              | Movimento 5 Stelle          | Azione - Italia Viva      | Italexit                    |
| -------------- | ---------------------------------- | ---------------------------- | --------------------------- | ------------------------- | --------------------------- |
| Collegio       |                                    |                              |                             |                           |                             |
| 01 - Aversa    | Gerolamo Cangiano (39%)            | Vincenzo Santagata (16,72%)  | Giuseppe Buompane (35,87%)  | Riccardo Scalzone (4,47%) | Sonia Di Carluccio (0,96%)  |
| 02 - Caserta   | Carmen Letizia Giorgianni (35,32%) | Liliana Trovato (19,9%)      | Danilo Della Valle (34,36%) | Teresa Ucciero (4,77%)    | Diego Ruocco (1,33%)        |
| 03 - Benevento | Francesco Maria Rubano (36,94%)    | Antonella Pepe (18,03%)      | Sabrina Ricciardi (22,15%)  | Antonio Del Mese (4,18%)  | Concetta Altieri (1,08%)    |
| 04 - Avellino  | Gianfranco Rotondi (32,91%)        | Maurizio Petracca (30,01%)   | Michele Gubitosa (25,88%)   | Stefano Farina (5,21%)    | Rosario Del Priore (1,21%)  |
| 05 - Scafati   | Imma Vietri (38,94%)               | Paola Lanzara (23,64%)       | Virginia Villani (27,89%)   | Imma Zinnia (4,4%)        | Francesco Metropoli (1,13%) |
| 06 - Salerno   | Giuseppe Bicchielli (36,25%)       | Fulvio Bonavitacola (26,43%) | Giuseppe Benevento (24,75%) | Corrado Naddeo (7,19%)    | Cristina Coccia (1,24%)     |
| 07 - Eboli     | Attilio Pierro (46,74%)            | Luca Cascone (22,81%)        | Dario Vassallo (21,1%)      | Elvira Serra (4,77%)      | Francesca Mari (1,09%)      |

### Circoscrizione Puglia
| Collegio       | Centro-destra               | Centro-sinistra                | Movimento 5 Stelle               | Azione - Italia Viva         | Italexit                                  |
| -------------- | --------------------------- | ------------------------------ | -------------------------------- | ---------------------------- | ----------------------------------------- |
| Collegio       |                             |                                |                                  |                              |                                           |
| 01 - Foggia    | Eugenia Roccella (34,83%)   | Valentina Lucianetti (16,9%)   | Marco Pellegrini (41,33%)        | Nino Danaro (3,75%)          | Carmela Maria Elisabetta La Notte (1,42%) |
| 02 - Cerignola | Giandiego Gatta (39,88%)    | Raffaele Piemontese (20,65%)   | Fabrizio Marrazzo (33,83%)       | Chiara D'Errico (2,82%)      | Francesco Ferraro (1,17%)                 |
| 03 - Andria    | Mariangela Matera (40,8%)   | Sabino Zinni (23,14%)          | Angela Anna Bruna Piarulli (27%) | Gennaro Rocciola (6,39%)     | Antonio Pica (1,17%)                      |
| 04 - Molfetta  | Rita dalla Chiesa (40,5%)   | Michele Abbaticchio (25,13%)   | Nicola Grasso (25,87%)           | Benedetto Grillo (4,79%)     | Angela Rossano (1,27%)                    |
| 05 - Bari      | Davide Bellomo (36,57%)     | Luisa Torsi (25,67%)           | Alberto De Giglio (28,76%)       | Stefano Franco (5,63%)       | Vincenzo Madetti (1,21%)                  |
| 06 - Altamura  | Rossano Sasso (43,85%)      | Domenico Nisi (21,29%)         | Beatrice Ottaviani (25,64%)      | Rosalia Lisi (5,31%)         | Sabrina Mafalda Lanzillotti (1,35%)       |
| 07 - Brindisi  | Mauro D'Attis (44,09%)      | Elena Brigante (19,02%)        | Salvatore Giuliano (29,35%)      | Antonietta Curlo (3,96%)     | Cristina Paolino (1,38%)                  |
| 08 - Taranto   | Dario Iaia (40,69%)         | Giampiero Mencarelli (20,95%)  | Annagrazia Angolano (29,01%)     | Angelo Di Lena (4,58%)       | Cosimo Breccia (2,64%)                    |
| 09 - Lecce     | Saverio Congedo (43,33%)    | Sebastiano Leo (25,67%)        | Francesco Mandoi (22,04%)        | Maria Soave Alemanno (4,84%) | Minotta Morelli (1,64%)                   |
| 10 - Galatina  | Alessandro Colucci (45,26%) | Anna Grazia Maraschio (23,97%) | Marina Zela (21,63%)             | Ada Fiore (5,04%)            | Alessio Parata (1,65%)                    |

### Circoscrizione Basilicata
| Collegio     | Centro-destra            | Centro-sinistra                | Movimento 5 Stelle    | Azione - Italia Viva | Italexit                   |
| ------------ | ------------------------ | ------------------------------ | --------------------- | -------------------- | -------------------------- |
| Collegio     |                          |                                |                       |                      |                            |
| 01 - Potenza | Salvatore Caiata (38,3%) | Francesco Pietrantuono (21,6%) | Viviana Verri (25,0%) | Luca Braia (9,8%)    | Giorgio Santoriello (1,4%) |

### Circoscrizione Calabria
| Collegio                | Centro-destra                | Centro-sinistra             | Movimento 5 Stelle        | Azione - Italia Viva    | Italexit                         |
| ----------------------- | ---------------------------- | --------------------------- | ------------------------- | ----------------------- | -------------------------------- |
| Collegio                |                              |                             |                           |                         |                                  |
| 01 - Corogliano-Rossano | Domenico Furgiuele (38,12%)  | Giovanni Papasso (18,2%)    | Vittoria Baldino (35,25%) | Domenico Mazza (3,2%)   | Carolina De Leo (1,23%)          |
| 02 - Cosenza            | Andrea Gentile (36,35%)      | Vittorio Pecoraro (15,83%)  | Anna Laura Orrico (36,6%) | Nunzia Paese (4,41%)    | Anna D'Agni (1,22%)              |
| 03 - Catanzaro          | Wanda Ferro (39,15%)         | Giuseppina Iemma (20,48%)   | Elisa Scutellà (28,49%)   | Franco Mauro (4,55%)    | Giuseppe Gigliotti (1,91%)       |
| 04 - Vibo Valentia      | Giovanni Arruzzolo (48,81%)  | Dalila Nesci (15,46%)       | Riccardo Tucci (21,96%)   | Maria Galati (4,16%)    | Domenico Antonio Greco (1,33%)   |
| 05 - Reggio Calabria    | Francesco Cannizzaro (47,6%) | Domenico Battaglia (20,99%) | Fabio Foti (20,38%)       | Giovanni Latella (4,4%) | Pietro Vincenzo Marcianò (1,35%) |

### Circoscrizione Sicilia 1
| Collegio                                    | Centro-destra                       | Centro-sinistra             | Movimento 5 Stelle                 | Azione - Italia Viva           | Italexit                       | Sud chiama Nord                   |
| ------------------------------------------- | ----------------------------------- | --------------------------- | ---------------------------------- | ------------------------------ | ------------------------------ | --------------------------------- |
| Collegio                                    |                                     |                             |                                    |                                |                                |                                   |
| 01 - Palermo: Quartiere 11 - Settecannoli   | Gabriella Giammanco (28,18%)        | Erasmo Palazzotto (20,57%)  | Davide Aiello (35,86%)             | Giuseppe Alessi (5,64%)        | Giuseppa Rita Militello (1,2%) | Igor Gelarda (6,18%)              |
| 02 - Quartiere 20 - Resuttana - San Lorenzo | Carolina Varchi (36,01%)            | Bobo Craxi (15%)            | Aldo Penna (33,7%)                 | Giuseppe Caltanissetta (4,57%) | Sonia Buglione (1,44%)         | Gianluca Maria Calì (7,15%)       |
| 03 - Bagheria                               | Francesco Saverio Romano (38,71%)   | Maria Saeli (15,45%)        | Daniela Morfino (27,2%)            | Claudio Merlino (4,52%)        | Daniele Augello (1,5%)         | Ismaele La Vardera (10,84%)       |
| 04 - Gela                                   | Michela Vittoria Brambilla (35,09%) | Martina Riggi (15,49%)      | Dedalo Pignatone (28,55%)          | Emanuele Maganuco (8,23%)      | Rossella Alfieri (1,37%)       | Giampiero Modaffari (9,55%)       |
| 05 - Agrigento                              | Calogero Pisano (37,83%)            | Eleonora Sciortino (16,52%) | Filippo Giuseppe Perconti (29,28%) | Leonardo Ciaccio (5,74%)       | Maurizio Michele Blò (1,72%)   | Roberto Battaglia (6,95%)         |
| 06 - Marsala                                | Marta Fascina (35,97%)              | Antonio Ferrante (17,86%)   | Vita Martinciglio (26,67%)         | Giulia Pantaleo (6,03%)        | Adriana Cavasino (2,09%)       | Daniele Vito Mangiaracina (8,38%) |

### Circoscrizione Sicilia 2
| Collegio                       | Centro-destra                  | Centro-sinistra             | Movimento 5 Stelle                | Azione - Italia Viva        | Italexit                       | Sud chiama Nord                 |
| ------------------------------ | ------------------------------ | --------------------------- | --------------------------------- | --------------------------- | ------------------------------ | ------------------------------- |
| Collegio                       |                                |                             |                                   |                             |                                |                                 |
| 01 - Ragusa                    | Antonino Minardo (41,38%)      | Luigi Bellassai (19,2%)     | Eugenio Saitta (29,38%)           | Salvatore Liuzzo (4,96%)    | Luigi Melilli (2,24%)          | –                               |
| 02 - Catania                   | Valeria Sudano (36,11%)        | Emiliano Abramo (15,41%)    | Luciano Cantone (31,7%)           | Vincenzo Ciraldo (4,43%)    | Luigi Savoca (1,78%)           | Ludovico Balsamo (7,56%)        |
| 03 - Acireale                  | Francesco Ciancitto (40,84%)   | Chiara Guglielmino (13,51%) | Giovanni Carlo Amato (28,84%)     | Angelica Prestianni (5,53%) | Elena Agata Malafarina (1,66%) | Santo Orazio Primavera (11,15%) |
| 04 - Siracusa                  | Giovanni Luca Cannata (39,31%) | Lucia Azzolina (17,71%)     | Maria Concetta Di Pietro (33,52%) | Concetta Carbone (5,34%)    | Giovanni Calleri (1,99%)       | –                               |
| 05 - Barcellona Pozzo di Gotto | Tommaso Calderone (35,33%)     | Giuseppe Arena (16,76%)     | Katia Baglio (20,09%)             | Fabrizio Pulvirenti (3,8%)  | Mario Pietro Coppolino (1,82%) | Valentina Costantino (20,28%)   |
| 06 - Messina                   | Matilde Siracusano (29,07%)    | Felice Calabrò (14,34%)     | Grazia D'Angelo (16,6%)           | Letteria Modica (3,64%)     | Carlo Spanò (1,95%)            | Francesco Gallo (32,25%)        |

### Circoscrizione Sardegna
| Collegio      | Centro-destra            | Centro-sinistra         | Movimento 5 Stelle           | Azione - Italia Viva          | Italexit                   |
| ------------- | ------------------------ | ----------------------- | ---------------------------- | ----------------------------- | -------------------------- |
| Collegio      |                          |                         |                              |                               |                            |
| 01 - Cagliari | Ugo Cappellacci (38,11%) | Andrea Frailis (28,55%) | Mauro Congia (21,28%)        | Franco Stara (5,32%)          | Roberta Moro (2,68%)       |
| 02 - Carbonia | Gianni Lampis (42,37%)   | Franca Fara (25,24%)    | Loredana La Barbera (22,23%) | Alberto Cacciarru (3,94%)     | Tiziana Balestrini (2,66%) |
| 03 - Nuoro    | Barbara Polo (41,30%)    | Michele Piras (25,95%)  | Emiliano Fenu (21,81%)       | Stefano Coinu (4,71%)         | Roberto De Cicco (2,21%)   |
| 04 - Sassari  | Dario Giagoni (41,16%)   | Carla Bassu (27,39%)    | Mario Perantoni (21,99%)     | Giovanni Maria Pedoni (4,33%) | Roberto Luppu (2,18%)      |